# 岡村孝子
岡村 孝子（おかむら たかこ、1962年1月29日 - ）は、日本の女性歌手、シンガーソングライター。あみんのメンバー。愛知県岡崎市出身。アルバムのセールス枚数は、総計600万枚を超える。

## 来歴

### 生い立ち
父親の岡村秀夫は三重県伊勢市に生まれ、高校卒業後、愛知県岡崎市に移住。1961年、同じ三重県出身の千代と結婚、岡崎市西本郷町に家を構えた。1962年、孝子が二人の間に生まれる。労働運動家として知られた父親は、1967年に岡崎市議会議員に転身。
孝子は弟が一人おり、母方の傍系尊属（高祖母の弟）に七代目松本幸四郎がいる。
岡崎市立矢作西小学校、岡崎市立矢作中学校卒業。1980年、愛知県立岡崎北高等学校卒業。
子供の頃から将来は学校の先生になりたい、と幼少期からクラシックピアノを習い、大学を目指していた。ところが1977年にリリースされたさだまさしのシングル 「雨やどり」を聴いて、180度方向転換。ピアノの先生からは「邪道だ！」と怒鳴られたが、それ以降、曲を作り歌うシンガーソングライターの道を歩む。

### あみんとしての活動
一浪後の1981年、椙山女学園大学に入学。同大学星ヶ丘キャンパス在学中、同級生の加藤晴子とデュオの「あみん」を結成。
1982年春、ヤマハポピュラーソングコンテスト（通称ポプコン）に出場。「待つわ」を歌い、グランプリを受賞。同曲は1982年のオリコン年間売上1位となるヒットを記録した。1983年「あみん」の活動を休止し、上京していたが、名古屋に戻り、大学に復学。
2007年、あみんとして活動を再開。同年12月31日に『第58回NHK紅白歌合戦』紅組で出場、デビュー曲「待つわ」を披露している。
あみんとして2008年に発表したアルバム『未来へのたすき』歌詞カードには、あみん活動再開後も岡村のソロ活動は並行して続いている（休止していない）ことが明記されている。

### ソロ活動
椙山女学園大学を中退後、花嫁修業などをしていた時もソロ活動を求める声があり、自身も音楽の夢が捨てきれず2年後再び上京。ソロとして1985年にファンハウス（現：Ariola Japan）より岡村孝子としてソロデビューする。
1986年、来生たかおの「はぐれそうな天使」のカバーを歌ったところ、ホンダ・トゥデイのコマーシャルに起用、一気に人気度が高まる。当楽曲は現時点で詞・曲ともに自作でない唯一の楽曲。
1987年、「夢をあきらめないで」を発表。応援歌的な内容が幅広い層から支持を集め、岡村の代表作となった。当初は武蔵高等予備校のCMソングのタイアップがあった。
後年、中学校の音楽教科書「中学音楽 音楽のおくりもの 2・3 上」（教育出版刊）に採用されている。
愛の不確かさ、哀しみ、孤独感をグサリと表現する音楽性は評価も高く、この時期、若者の間でカリスマ的存在になり、おニャン子クラブの新田恵利や高井麻巳子らが岡村の熱烈ファンを公表した。
「夢をあきらめないで」は、2005年公開の映画『逆境ナイン』の主題歌（原作者・監督の強いリクエスト）として起用された。リリースから18年たった2005年、デジタルリマスタリングを施し「夢をあきらめないで 『逆境ナイン』リマスタリング・バージョン」として再発売。当曲は、乙葉、金月真美など様々な歌手によりカバーされる。
OLが多い同世代の感性を表現した岡村の歌詞と楽曲が、若い女性を中心に支持を集め、90年代初頭に「OLの教祖」と称された。
1990年代に同じファンハウス所属で同年代のシンガーソングライター・辛島美登里とは担当部署が違っていたため、当時は面識がなかった。2016年にTBSラジオの『辛島美登里 こころん、ふるさと』で共演している。2019年、岡村が白血病で闘病していた時には辛島が励ましのツイートをしている。
1995年、所属レーベルをeast west japanに移籍。
2003年、BMGファンハウス（現・BMG JAPAN）へ復帰。
2005年、NHK『夢・音楽館』で、あみん結成の頃から岡村の憧れであったさだまさしと初共演した。ソロ時代は一切音楽番組の出演を断っていたが、さだとの共演ということで出演。NHK BSプレミアムで「岡村孝子コンサート」を放送直後、視聴者からDVD発売や再放送等の反響が大きくなった。先述の共演が縁となり、2006年、さだとのコラボレーションによるシングル「銀色の少女」を発表。コーラスとして参加した加藤との再共演も実現。
2011年、所属レーベルをヤマハミュージックコミュニケーションズへ移籍。同年9月、約5年振りのソロ・デビュー25周年記念アルバム『勇気』をリリース。
2015年、ソロデビュー30周年を迎える。
2016年、ソロデビュー30周年を記念して、9月には2002年発売『DO MY BEST』以来となるオールタイム・ベストアルバム『DO MY BEST II』とEncore IからVIまでのシリーズを中心に選曲したライブ・セレクション映像集『encore memories』を相次ぎリリース。
同年4月、「LOVEあいちサポーターズ あいち音楽大使」に就任。7月に岡崎市民栄誉賞を受賞。
2017年、第70回全国植樹祭（2019年6月2日開催。会場は愛知県尾張旭市）のテーマソングを手がけることが決定。同年4月26日、愛知県庁で大村秀章愛知県知事の下、制作委嘱式が行われた。

### 結婚
1997年1月、当時、読売ジャイアンツ所属のプロ野球選手・石井浩郎と結婚。同年9月、一女を授かった。
2002年、ベスト・アルバム『DO MY BEST』発表後、宮城県仙台市からコンサート活動を再開。コンサート最終日の渋谷公会堂では、当日1日限りで「あみん」を再結成。「天晴な青空」と「待つわ」の当時ヒットした2曲を披露。
2003年、アルバム『TEAR DROPS』をリリース、エッセイ「Happyをさがして」の連載を『産経新聞』大阪版夕刊で開始（2005年に書籍化）。同年に石井浩郎と離婚。当時5歳の長女は岡村が引き取る。

### 闘病そして復活
2019年、6年振りのオリジナル・アルバム発売とコンサートツアーを予定していたが、4月17日に急性白血病との診断を受け入院。治療のため長期休養に入った。4月22日、所属事務所からオフィシャルサイトにて発表された。
4月24日、第70回全国植樹祭のテーマソング「と・も・に」が配信限定で発売。
5月22日、6年振りのオリジナル・アルバム『fierte』発売。
レギュラーラジオ番組『岡村孝子あの頃ミュージック』は岡村の希望により同じくシンガーソングライターの平松愛理がピンチヒッターとして担当していた。6月24日、岡村の番組降板が発表された。9月20日、退院を報告。
9月24日更新の公式サイトでは、臍帯血移植を経て、「移植後完全寛解」の状態にあることが説明された。
2020年2月18日、『ノンストップ!』（フジテレビ）で、病気公表以後初めてテレビカメラの前に姿を見せた。
同年6月4日、自身のインスタグラムに、「昨日は久しぶりにスタジオで、いろいろなことを試したり、7ヶ月振りに歌ってみました!!　思ったよりも声が出て感激」と投稿。
2021年7月3日、『THE MUSIC DAY』（日本テレビ）に生出演。病気公表後、2年2ヶ月振りのステージ復帰となった。
同年9月8日、デビュー35周年を記念して「T’s BEST」と名付けられた2枚のオールタイム・ベスト・アルバムを発表。
同年11月26日、『徹子の部屋』（テレビ朝日系）に初出演。黒柳徹子と1982年の『ザ・ベストテン』以来、39年振りに再会を果たした。
2022年5月21日、森のホール21（千葉県松戸市）にてT’s Gardenを開催。
ソロ公演のほか、宝くじ文化公演事業・まちの音楽会において、雅夢のメンバーだった三浦和人とのジョイントコンサートも行っている。

## ディスコグラフィー

### シングル
| 枚                                     | 発売日         | タイトル                                                    | カップリング曲                                                          | 形態                   | 規格品番               | 初出アルバム                      | 順位         |              |              |
| ファンハウス                           | ファンハウス   | ファンハウス                                                | ファンハウス                                                            | ファンハウス           | ファンハウス           | ファンハウス                      | ファンハウス | ファンハウス | ファンハウス |
| -------------------------------------- | -------------- | ----------------------------------------------------------- | ----------------------------------------------------------------------- | ---------------------- | ---------------------- | --------------------------------- | ------------ | ------------ | ------------ |
| 1st                                    | 1985年10月19日 | 風は海から                                                  | 冷たい雨                                                                | EP                     | 07・FA-1054            | 「夢の樹」                        | 圏外         |              |              |
| 1st                                    | 1985年10月19日 | 風は海から                                                  | 冷たい雨                                                                | 8cm CD                 | 10・FD-5052            | 「夢の樹」                        | 圏外         |              |              |
| 2nd                                    | 1986年1月22日  | 今日も眠れない                                              | ピエロ (リミックス・バージョン)                                         | EP                     | 07・FA-1064            | 「私の中の微風」                  | 93位         |              |              |
| 2nd                                    | 1986年1月22日  | 今日も眠れない                                              | ピエロ (リミックス・バージョン)                                         | 8cm CD                 | 10・FD-5053            | 「私の中の微風」                  | 93位         |              |              |
| 3rd                                    | 1986年3月20日  | はぐれそうな天使                                            | ひとりぼっちの心を抱きしめて                                            | EP                     | 07・FA-1071            | 「私の中の微風」                  | 34位         |              |              |
| 3rd                                    | 1986年3月20日  | はぐれそうな天使                                            | ひとりぼっちの心を抱きしめて                                            | 8cm CD                 | 10・FD-5054            | 「私の中の微風」                  | 34位         |              |              |
| 4th                                    | 1986年7月23日  | 夏の日の午後                                                | 美辞麗句                                                                | EP                     | 07・FA-1076            | 「私の中の微風」                  | 96位         |              |              |
| 4th                                    | 1986年7月23日  | 夏の日の午後                                                | 美辞麗句                                                                | 8cm CD                 | 10・FD-5055            | 「私の中の微風」                  | 96位         |              |              |
| 5th                                    | 1987年2月4日   | 夢をあきらめないで                                          | そよ風の季節                                                            | EP                     | 07・FA-1101            | 「Andantino a tempo」 「liberté」 | 50位         |              |              |
| 5th                                    | 1987年2月4日   | 夢をあきらめないで                                          | そよ風の季節                                                            | 8cm CD                 | 10・FD-5056            | 「Andantino a tempo」 「liberté」 | 50位         |              |              |
| 5th                                    | 1987年2月4日   | 夢をあきらめないで                                          | そよ風の季節                                                            | CT                     | 10・FC-2088            | 「Andantino a tempo」 「liberté」 | 50位         |              |              |
| 6th                                    | 1987年7月5日   | 迷路                                                        | 電車                                                                    | EP                     | 07・FA-1120            | 「liberté」                       | 71位         |              |              |
| 6th                                    | 1987年7月5日   | 迷路                                                        | 電車                                                                    | 8cm CD                 | 10・FD-5057            | 「liberté」                       | 71位         |              |              |
| 6th                                    | 1987年7月5日   | 迷路                                                        | 電車                                                                    | CT                     | 10・FC-2107            | 「liberté」                       | 71位         |              |              |
| 7th                                    | 1987年12月5日  | 電車 (Remix Version)                                        | リベルテ (Remix Version)                                                | EP                     | 07・FA-1137            | 「After Tone」                    | 圏外         |              |              |
| 7th                                    | 1987年12月5日  | 電車 (Remix Version)                                        | リベルテ (Remix Version)                                                | 8cm CD                 | 10・FD-5058            | 「After Tone」                    | 圏外         |              |              |
| 7th                                    | 1987年12月5日  | 電車 (Remix Version)                                        | リベルテ (Remix Version)                                                | CT                     | 10・FC-1101            | 「After Tone」                    | 圏外         |              |              |
| 8th                                    | 1988年4月1日   | Believe                                                     | ラスト・シーン (Live)                                                   | EP                     | 07・FA-5002            | 「SOLEIL」                        | 23位         |              |              |
| 8th                                    | 1988年4月1日   | Believe                                                     | ラスト・シーン (Live)                                                   | 8cm CD                 | 10・FD-5002            | 「SOLEIL」                        | 23位         |              |              |
| 8th                                    | 1988年4月1日   | Believe                                                     | ラスト・シーン (Live)                                                   | CT                     | 10・FC-5002            | 「SOLEIL」                        | 23位         |              |              |
| 9th                                    | 1988年7月1日   | TODAY / 輝き                                                | -                                                                       | EP                     | 07・FA-5021            | 「SOLEIL」                        | 30位         |              |              |
| 9th                                    | 1988年7月1日   | TODAY / 輝き                                                | -                                                                       | 8cm CD                 | 10・FD-5021            | 「SOLEIL」                        | 30位         |              |              |
| 9th                                    | 1988年7月1日   | TODAY / 輝き                                                | -                                                                       | CT                     | 10・FC-5021            | 「SOLEIL」                        | 30位         |              |              |
| 10th                                   | 1988年12月1日  | クリスマスの夜                                              | リフレイン                                                              | EP                     | 07・FA-5051            | 「SOLEIL」                        | 17位         |              |              |
| 10th                                   | 1988年12月1日  | クリスマスの夜                                              | リフレイン                                                              | 8cm CD                 | 12・FD-5051            | 「SOLEIL」                        | 17位         |              |              |
| 10th                                   | 1988年12月1日  | クリスマスの夜                                              | リフレイン                                                              | CT                     | 不明                   | 「SOLEIL」                        | 17位         |              |              |
| 11th                                   | 1989年7月1日   | 青い風                                                      | オー・ド・シエル                                                        | 8cm CD                 | 00・FD-4014            | 「Eau Du Ciel (天の水)」          | 41位         |              |              |
| 11th                                   | 1989年7月1日   | 青い風                                                      | オー・ド・シエル                                                        | CT                     | 00・FC-4014            | 「Eau Du Ciel (天の水)」          | 41位         |              |              |
| 12th                                   | 1989年11月25日 | 天使たちの時 〜Time of the Angels〜                         | 愛がほしい                                                              | 8cm CD                 | FHDF-1001              | 「Kiss 〜à côté de la mer〜」     | 19位         |              |              |
| 12th                                   | 1989年11月25日 | 天使たちの時 〜Time of the Angels〜                         | 愛がほしい                                                              | CT                     | FHSF-1001              | 「Kiss 〜à côté de la mer〜」     | 19位         |              |              |
| 13th                                   | 1990年6月27日  | 心の草原                                                    | Kiss                                                                    | 8cm CD                 | FHDF-1030              | 「Kiss 〜à côté de la mer〜」     | 35位         |              |              |
| 13th                                   | 1990年6月27日  | 心の草原                                                    | Kiss                                                                    | CT                     | FHSF-1030              | 「Kiss 〜à côté de la mer〜」     | 35位         |              |              |
| 14th                                   | 1991年5月23日  | Good-Day 〜思い出に変わるならば〜                           | -                                                                       | 8cm CD                 | FHDF-1102              | 「Chou-fleur」                    | 9位          |              |              |
| 14th                                   | 1991年5月23日  | Good-Day 〜思い出に変わるならば〜                           | -                                                                       | CT                     | FHSF-1102              | 「Chou-fleur」                    | 9位          |              |              |
| 15th                                   | 1992年4月29日  | ミストラル 〜季節風〜                                       | 愛を急がないで                                                          | 8cm CD                 | FHDF-1174              | 「mistral」                       | 12位         |              |              |
| 16th                                   | 1992年12月5日  | 笑顔にはかなわない                                          | 卒業                                                                    | 8cm CD                 | FHDF-1245              | 「満天の星」                      | 24位         |              |              |
| 17th                                   | 1993年6月9日   | フォーエバー・ロマンス                                      | MARIAGE                                                                 | 8cm CD                 | FHDF-1293              | 「満天の星」                      | 13位         |              |              |
| 18th                                   | 1993年9月1日   | 無敵のキャリア・ガール                                      | 夢見る頃を過ぎても                                                      | 8cm CD                 | FHDF-1320              | 「満天の星」                      | 58位         |              |              |
| 19th                                   | 1994年5月25日  | ハレルヤ                                                    | 夢の途中                                                                | 8cm CD                 | FHDF-1394              | 「SWEET HEARTS」                  | 44位         |              |              |
| 20th                                   | 1994年8月24日  | 山あり 谷あり                                               | ラビリンス                                                              | 8cm CD                 | FHDF-1414              | 「SWEET HEARTS」                  | 23位         |              |              |
| 21st                                   | 1994年10月5日  | ヒロイン 〜あの日の涙を忘れない〜                           | あなたの隣り                                                            | 12cm CD                | FHCF-2184              | 「HISTOIRE」 「BRAND-NEW」        | 32位         |              |              |
| 22nd                                   | 1994年10月5日  | Naturally                                                   | 明日への道                                                              | 12cm CD                | FHCF-2185              | 「SWEET HEARTS」                  | 68位         |              |              |
| イーストウエスト・ジャパン             |                |                                                             |                                                                         |                        |                        |                                   |              |              |              |
| 23rd                                   | 1996年1月29日  | Winter Story                                                | Brand-new Days                                                          | 8cm CD                 | AMDM-6143              | 「BRAND-NEW」                     | 30位         |              |              |
| 24th                                   | 1996年5月20日  | いつも心に太陽を                                            | 愛という名の翼                                                          | 8cm CD                 | AMDM-6162              | 「BRAND-NEW」                     | 87位         |              |              |
| 25th                                   | 1997年5月20日  | 明日の幸せ                                                  | オリジナルな二人                                                        | 8cm CD                 | AMDM-6193              | 「Reborn」                        | 45位         |              |              |
| 26th                                   | 2000年8月23日  | 永遠の木もれ陽                                              | 白い夏 (Version 2000)                                                   | 12cm CD                | AMCM-4487              | 「Reborn」                        | 77位         |              |              |
| 27th                                   | 2001年8月29日  | Time and again                                              | 明日の風 (Remix)                                                        | 12cm CD                | AMCM-4549              | 「After Tone IV」                 | 圏外         |              |              |
| ときおらレコード (あっぱれレーベル)    |                |                                                             |                                                                         |                        |                        |                                   |              |              |              |
| 28th                                   | 2002年7月24日  | 天晴な青空                                                  | 天晴な青空 (オリジナル・カラオケ) 20周年によせて 〜岡村孝子メッセージ〜 | CD EXTRA               | TLCP-2015              | 「DO MY BEST」 「TEAR DROPS」     | 圏外         |              |              |
| BMGファンハウス                        |                |                                                             |                                                                         |                        |                        |                                   |              |              |              |
| 29th                                   | 2004年8月25日  | 心のフレーム                                                | 希望の朝 Baby,Baby (アコースティック・バージョン)                       | CD+DVD                 | BVCR-19936/37          | 「Sanctuary」                     | 48位         |              |              |
| 29th                                   | 2004年8月25日  | 心のフレーム                                                | 希望の朝 Baby,Baby (アコースティック・バージョン)                       | CD                     | BVCR-19935             | 「Sanctuary」                     | 48位         |              |              |
| 30th                                   | 2005年1月26日  | 春色のメロディー                                            | 聖域 〜Sanctuary〜                                                      | CD                     | BVCR-19639             | 「Sanctuary」                     | 62位         |              |              |
| 31st                                   | 2005年06月22日 | 夢をあきらめないで 『逆境ナイン』リマスタリング・バージョン | フックエンド・マナーの丘                                                | CD+DVD                 | BVCR-19652/53          | 「TOY BOX」                       | 83位         |              |              |
| 31st                                   | 2005年06月22日 | 夢をあきらめないで 『逆境ナイン』リマスタリング・バージョン | フックエンド・マナーの丘                                                | CD                     | BVCR-19648             | 「TOY BOX」                       | 83位         |              |              |
| BMG JAPAN                              |                |                                                             |                                                                         |                        |                        |                                   |              |              |              |
| 32nd                                   | 2006年4月26日  | 銀色の少女                                                  | 遠き故郷 (ふるさと)                                                     | CD                     | BVCR-19676             | 「四つ葉のスローバー」            | 66位         |              |              |
| コットンフィールズ                     |                |                                                             |                                                                         |                        |                        |                                   |              |              |              |
| 33rd                                   | 2010年12月4日  | IDENTITY                                                    | forever                                                                 | CD                     | TLCC-2525              | 「勇気」                          | 圏外         |              |              |
| ヤマハミュージックコミュニケーションズ |                |                                                             |                                                                         |                        |                        |                                   |              |              |              |
| 音楽配信                               | 2019年4月24日  | と・も・に                                                  | -                                                                       | デジタル・ダウンロード | デジタル・ダウンロード | 「fierte」                        | -            |              |              |

### アルバム

#### スタジオ・アルバム
|    | タイトル                  | 発売日     | 先行シングル・シングルカット曲                                               | 備考                                   | 形態       | 販売元          | 順位 |
| -- | ------------------------- | ---------- | ---------------------------------------------------------------------------- | -------------------------------------- | ---------- | --------------- | ---- |
| 1  | 夢の樹                    | 1985.10.19 | 「風は海から」                                                               | [ A 1 ] [ A 2 ]                        | LP/TAPE/CD | ファンハウス    | 37位 |
| 2  | 私の中の微風              | 1986.07.02 | 「夏の日の午後」 「はぐれそうな天使」                                        | [ A 1 ] [ A 2 ]                        | LP/TAPE/CD | ファンハウス    | 18位 |
| 3  | liberté                   | 1987.07.05 | 「迷路」 「夢をあきらめないで」                                              | [ A 1 ] [ A 2 ]                        | LP/TAPE/CD | ファンハウス    | 5位  |
| 4  | SOLEIL                    | 1988.07.01 | 「Believe」 「TODAY/輝き」 「クリスマスの夜」                                | [ A 1 ] [ A 2 ]                        | LP/TAPE/CD | ファンハウス    | 1位  |
| 5  | Eau Du Ciel (天の水)      | 1989.06.24 | 「青い風」 「リフレイン」                                                    | [ A 1 ] [ A 2 ]                        | LP/TAPE/CD | ファンハウス    | 1位  |
| 6  | Kiss 〜à côté de la mer〜 | 1990.06.27 | 「天使たちの時 〜Time of the Angels〜」 「心の草原」                         | [ A 1 ]                                | CD/TAPE    | ファンハウス    | 1位  |
| 7  | Chou-fleur                | 1991.07.17 | 「Good-Day 〜思い出に変わるならば〜」                                        | [ A 1 ]                                | CD/TAPE    | ファンハウス    | 1位  |
| 8  | mistral                   | 1992.06.20 | 「ミストラル 〜季節風〜」                                                    | [ A 1 ]                                | CD/TAPE    | ファンハウス    | 1位  |
| 9  | 満天の星                  | 1993.07.28 | 「笑顔にはかなわない」 「フォーエバー・ロマンス」 「無敵のキャリア・ガール」 | [ A 1 ]                                | CD/TAPE    | ファンハウス    | 2位  |
| 10 | SWEET HEARTS              | 1994.09.14 | 「ハレルヤ」 「山あり 谷あり」 「Naturally/明日への道」                      | [ A 1 ]                                | CD         | ファンハウス    | 4位  |
| 11 | BRAND-NEW                 | 1996.02.19 | 「ヒロイン 〜あの日の涙を忘れない〜」 「Winter Story」 「いつも心に太陽を」  |                                        | CD         | east west japan | 2位  |
| 12 | Reborn                    | 2000.08.23 | 「明日の幸せ」 「永遠の木もれ陽」                                            | 7位                                    | CD         | east west japan |      |
| 13 | TEAR DROPS                | 2003.09.25 | 「天晴な青空」                                                               | BMGファンハウス                        | CD         | 46位            |      |
| 14 | Sanctuary                 | 2005.03.23 | 「心のフレーム」 「春色のメロディー」                                        | BMGファンハウス                        | CD         | 43位            |      |
| 15 | 四つ葉のクローバー        | 2006.05.24 | 「銀色の少女」                                                               | BMG JAPAN                              | CD         | 41位            |      |
| 16 | 勇気                      | 2011.09.07 | 「IDENTITY」                                                                 | ヤマハミュージックコミュニケーションズ | CD         | 49位            |      |
| 17 | NO RAIN, NO RAINBOW       | 2013.03.27 |                                                                              | ヤマハミュージックコミュニケーションズ | CD         | 52位            |      |
| 18 | fierte                    | 2019.05.22 | 「と・も・に」                                                               | ヤマハミュージックコミュニケーションズ | CD         | 9位             |      |

### セルフカバー・アルバム
|   | タイトル              | 発売日     | 備考                                                        | 形態    | 販売元             | 順位 |
| - | --------------------- | ---------- | ----------------------------------------------------------- | ------- | ------------------ | ---- |
| 1 | Andantino             | 1986.11.29 | あみん作品のセルフカバー                                    | LP/TAPE | ファンハウス       | -位  |
| 2 | Andantino a tempo     | 1987.02.04 | 「Andantino」にソロデビュー後の作品3曲を追加したアルバム    | CD      | ファンハウス       | 15位 |
| 3 | 四季の祈り / 「夏」編 | 2010.06.30 | クリスタルサウンド盤『四季の贈り物 / 「朱夏」編』も同時発売 | CD      | コットンフィールズ | -位  |
| 4 | 四季の祈り / 「秋」編 | 2010.09.30 | クリスタルサウンド盤『四季の贈り物 / 「白秋」編』も同時発売 | CD      | コットンフィールズ | -位  |
| 5 | 四季の祈り / 「冬」編 | 2010.12.04 | クリスタルサウンド盤『四季の贈り物 / 「玄冬」編』も同時発売 | CD      | コットンフィールズ | -位  |
| 6 | 四季の祈り / 「春」編 | 2011.03.31 | クリスタルサウンド盤『四季の贈り物 / 「青春」編』も同時発売 | CD      | コットンフィールズ | -位  |

### セレクション・アルバム
|    | タイトル          | 発売日     | 備考 | 形態       | 販売元                                 | 順位 |
| -- | ----------------- | ---------- | --- | ---------- | -------------------------------------- | ---- |
| 1  | After Tone        | 1987.11.25 | 1st - 3rdアルバムが中心のリミックス・セレクション盤                                                                                        | LP TAPE CD | ファンハウス                           | 9位  |
| 2  | After Tone II     | 1990.12.12 | 4th - 6thアルバムが中心のリミックス・セレクション盤                                                                                        | CD TAPE    | ファンハウス                           | 1位  |
| 3  | Ballade           | 1992.12.16 | 1st - 5thアルバムが中心のバラード・セレクション盤                                                                                          | CD TAPE    | ファンハウス                           | 6位  |
| 4  | After Tone III    | 1994.03.02 | 7th - 9thアルバムが中心のリミックス・セレクション盤                                                                                        | CD TAPE    | ファンハウス                           | 2位  |
| 5  | HISTOIRE          | 1994.11.23 | 初のシングル・コレクション | CD         | ファンハウス                           | 24位 |
| 6  | After Tone IV     | 2001.09.27 | 10th - 12thアルバムが中心のリミックス・セレクション盤 + 新曲                                                                               | CD         | east west japan                        | 30位 |
| 7  | DO MY BEST        | 2002.07.24 | 歌手デビュー20周年記念ベスト | CD         | BMGファンハウス                        | 29位 |
| 8  | TOY BOX           | 2005.11.23 | ソロデビュー20周年記念TV主題歌&CMソング集 + 新曲                                                                                           | CD         | BMG JAPAN                              | 50位 |
| 9  | After Tone V      | 2006.12.14 | 13th - 15thアルバムが中心のリミックス・セレクション盤                                                                                      | CD         | BMG JAPAN                              | 75位 |
| 10 | After Tone VI     | 2014.11.19 | あみん作品の『In the prime』から『NO RAIN, NO RAINBOW』間のリミックス・セレクション盤                                                      | CD         | ヤマハミュージックコミュニケーションズ | 39位 |
| 11 | DO MY BEST II     | 2016.09.07 | ソロデビュー30周年記念。2002年発売『DO MY BEST』に続く2作目となるオールタイム・ベスト                                                      | CD         | ヤマハミュージックコミュニケーションズ | 15位 |
| 12 | T's BEST season 1 | 2021.09.08 | ソロデビュー35周年記念のベストセレクションアルバム。 ヤマハミュージックコミュニケーションズから発売される『T's BEST season 2』と同時発売。 | CD         | Sony Music Direct / GT music           | 13位 |
| 13 | T's BEST season 2 | 2021.09.08 | ソロデビュー35周年記念のベストセレクションアルバム。 Sony Music Direct / GT musicから発売される『T's BEST season 1』と同時発売。           | CD         | ヤマハミュージックコミュニケーションズ | 14位 |

### 非公式セレクション・アルバム
|   | タイトル                       | 発売日     | 備考                               | 形態 | 販売元            | 順位 |
| - | ------------------------------ | ---------- | ---------------------------------- | ---- | ----------------- | ---- |
| 1 | 夢をあきらめないで             | 1995.03.01 | 1985年 - 1988年のセレクション      | CD   | ファンハウス      | 25位 |
| 2 | 夢見る頃を過ぎても             | 1995.05.01 | 1989年 - 1994年のセレクション      | CD   | ファンハウス      | 28位 |
| 3 | 岡村孝子ベスト SUPER BEST 2000 | 1995.11.15 | ファンハウスの廉価盤シリーズ       | CD   | ファンハウス      | -位  |
| 4 | Best★BEST 岡村孝子             | 2006.09.06 | BMG JAPANの廉価版シリーズ          | CD   | BMG JAPAN         | -位  |
| 5 | 岡村孝子 スーパー・ベスト      | 2010.04.15 | ソニーミュージックの廉価版シリーズ | CD   | Sony Music Direct | -位  |
| 6 | 岡村孝子 ベスト・オブ・ベスト  | 2010.04.15 | ソニーミュージックの廉価版シリーズ | CD   | Sony Music Direct | -位  |

### 映像作品
|    | タイトル                                                                  | 発売日     | 備考                                                                                       | 形態        | 販売元                                 |
| -- | ------------------------------------------------------------------------- | ---------- | ------------------------------------------------------------------------------------------ | ----------- | -------------------------------------- |
| 1  | Noël                                                                      | 1986.12.20 | フランス・ロケのイメージ・ビデオ集                                                         | VHS         | ファンハウス                           |
| 2  | Encore I                                                                  | 1988.02.05 | 日本青年館（1987年12月22 - 24日）のライブ                                                  | VHS         | ファンハウス                           |
| 3  | Encore II                                                                 | 1989.02.25 | Christmas Picnic（1988年12月24日・東京ベイNKホール）のライブ                               | VHS         | ファンハウス                           |
| 4  | 天使たちの時 〜Time of the Angels〜                                       | 1989.12.21 | 表題曲のミュージック・ビデオ                                                               | VHS         | ファンハウス                           |
| 5  | Encore III                                                                | 1990.11.21 | コニファーフォレスト（1990年9月1日）のライブ                                               | VHS         | ファンハウス                           |
| 6  | mistral                                                                   | 1992.07.17 | 「Good-Day 〜思い出に変わるならば〜」 「ミストラル 〜季節風〜」全2曲のミュージック・ビデオ | VHS         | ファンハウス                           |
| 7  | Encore IV                                                                 | 1993.02.25 | Christmas Picnic（1992年12月11 - 12日・日本武道館）のライブ                                | VHS         | ファンハウス                           |
| 8  | Encore V 〜20th Anniversary Concert Tour, '02 DO MY BEST〜                | 2003.09.25 | 渋谷公会堂（2002年9月6日）のライブ                                                         | DVD         | BMGファンハウス                        |
| 9  | Encore VI OKAMURA TAKAKO CONCERT TOUR 2005 Sanctuary                      | 2005.11.23 | 渋谷公会堂（2005年5月28日）のライブ                                                        | DVD         | BMG JAPAN                              |
| 10 | ENCORE VII OKAMURA TAKAKO PREMIUM LIVE 2012 CHRISTMAS PICNIC              | 2013.03.27 | 渋谷公会堂（2012年12月24日）のライブ                                                       | DVD         | ヤマハミュージックコミュニケーションズ |
| 11 | ENCORE VIII OKAMURA TAKAKO CONCERT 2015 “T's GARDEN 〜渋谷公会堂 FINAL〜” | 2016.03.23 | 渋谷公会堂（2015年9月27日）のライブ                                                        | Blu-ray     | ヤマハミュージックコミュニケーションズ |
| 12 | encore memorie                                                            | 2016.09.28 | Encoreシリーズ作品のIからVIまでのライブを中心に選曲したライブセレクション集                | DVD Blu-ray | ヤマハミュージックコミュニケーションズ |
| 13 | ENCORE Ⅸ ソロデビュー35周年記念＆復帰コンサート2021“Hello Again !”        | 2022.05.18 | 渋谷公会堂（2021年9月7日）のライブ                                                         | Blu-ray     | ヤマハミュージックコミュニケーションズ |
| 14 | ENCORE X ～OKAMURA TAKAKO Special Live 2024 Christmas Picnic～            | 2025.05.14 | 東京・LINE CUBE SHIBUYA（2024年12月21日）のライブ                                          | Blu-ray     | ヤマハミュージックコミュニケーションズ |

#### 備考に関する脚注
1. 1 2 3 4 5 6 7 8 9 10 11 12 13  2001年6月20日に、BMGファンハウスから価格を改定したリニューアル盤が再発売された。
2. 1 2 3 4 5  2013年7月24日に、Sony Music DirectからBlu-spec CDにフォーマットを変えて再発売された。
3. ↑  2006年9月6日にBMG JAPANから低価格で再発売された。
4. ↑  2009年9月2日にAriola JapanからBlu-spec CDにフォーマットを変えて再発売された。
5. ↑  2006年12月13日にBMG JAPANからDVDにフォーマットを変えて再発売された。
6. 1 2 3 4  2003年11月16日にBMGファンハウスからDVDにフォーマットを変えて再発売された。
7. 1 2  2002年7月24日発売のベストアルバム『DO MY BEST』の初回盤でDVD化された。

### タイアップ一覧
| 楽曲                                                         | タイアップ                                                                                |
| ------------------------------------------------------------ | ----------------------------------------------------------------------------------------- |
| 風は海から                                                   | FM横浜 キャンペーン曲                                                                     |
| はぐれそうな天使                                             | ホンダ・トゥデイ CM曲                                                                     |
| 夏の日の午後                                                 | TBS系テレビ小説『恋とオムレツ』主題歌                                                     |
| 夢をあきらめないで                                           | EX系『熱闘甲子園』挿入歌                                                                  |
| 夢をあきらめないで                                           | 武蔵高等予備校 CM曲                                                                       |
| 夢をあきらめないで                                           | フジテレビ系情報番組『タイム3』エンディングテーマ                                         |
| 夢をあきらめないで                                           | 東北電力 CM曲                                                                             |
| 夢をあきらめないで                                           | アフラック生命保険 CM曲 ※自身も出演                                                       |
| 電車                                                         | BS-i 『恋する日曜日』エンディングテーマ                                                   |
| Believe                                                      | NTVドラマ『風少女』主題歌                                                                 |
| 輝き                                                         | 花王シャンプー・メリット CMソング                                                         |
| 空の彼方まで                                                 | 郵政省（現・郵便事業株式会社）レタックスCMソング                                          |
| 愛がほしい                                                   | NTV系『知ってるつもり?!』エンディングテーマ                                               |
| Kiss                                                         | TX系『ぼくが医者をやめた理由』主題歌                                                      |
| Good-Day 〜思い出に変わるならば〜                            | 日本テレビ系 Panasonic Nationalスペシャル 『5月の風 〜ひとりひとりの2人〜』イメージソング |
| ミストラル 〜季節風〜                                        | 第一生命『コーラス』イメージソング                                                        |
| 愛を急がないで                                               | 第一生命 CM曲                                                                             |
| 愛を急がないで                                               | テレビ東京系ドラマ『幸せを急がないで・派遣OL恋物語』主題歌                                |
| 笑顔にはかなわない                                           | フジテレビ系『うれしたのし大好き』エンディングテーマ                                      |
| 卒業                                                         | TBS BS-i『恋する日曜日』エンディングテーマ                                                |
| フォーエバー・ロマンス                                       | 日本テレビ系『皇太子様・雅子様ご成婚スペシャル』テーマ                                    |
| ハレルヤ                                                     | TBS系『どうぶつ奇想天外!』テーマソング                                                    |
| 夢の途中                                                     | 日産火災イメージソング                                                                    |
| 山あり 谷あり                                                | 関西テレビ・フジテレビ系列『福井さんちの遺産相続』主題歌                                  |
| ヒロイン 〜あの日の涙を忘れない〜                            | NHK アジア大会 広島テーマ曲                                                               |
| Naturally                                                    | カルビー『ア・ラ・ポテト』CMソング                                                        |
| 明日への道                                                   | CBC系全国ネット『旅・わくわく』エンディングテーマ                                         |
| いつも心に太陽を                                             | TBS系アニメ『少年サンタの大冒険!』オープニングテーマ                                      |
| 愛という名の翼                                               | TBS系アニメ『少年サンタの大冒険!』エンディングテーマ                                      |
| 明日の幸せ                                                   | カルピス CMソング                                                                         |
| 永遠の木もれ陽                                               | フジテレビ系『ウチくる!?』エンディングテーマ                                              |
| 天晴な青空                                                   | TBS系列『噂の!東京マガジン』エンディングテーマ                                            |
| 真実の泉                                                     | 日本テレビ系『ザ・ワイド』エンディングテーマ                                              |
| 心のフレーム                                                 | 日本テレビ系列『素顔が一番!』エンディングテーマ                                           |
| 春色のメロディー                                             | アニメーション映画『雲の学校』主題歌                                                      |
| 夢をあきらめないで 『逆境ナイン』 リマスタリング・バージョン | 映画『逆境ナイン』主題歌                                                                  |
| と・も・に                                                   | 第70回全国植樹祭 あいち2019 イメージソング                                                |

### 楽曲提供
- 高部知子
  - 雨の街　※『夢の樹』でセルフカバー
  - 片想いはHAPPY気分
- 沢口靖子
  - そよ風の季節　※『夢をあきらめないで』のカップリングとしてセルフカバー（メロディが一部異なる）
- 安倍なつみ
  - 雨上がりの虹のように　※『勇気』でセルフカバー

## その他

### 他のミュージシャンの作品への参加
- 斉藤由貴 - MOON（アルバム）

## ラジオ
|    | 番組名                                  | 放送局 | 放送日時                                         |
| -- | --------------------------------------- | --- | ------------------------------------------------ |
| 1  | 4ウェイ・ミュージックストリート         | AIR-G' FM岩手 Date fm FM-NIIGATA JOEU-FM SMILE-FM | 1983 - 1990年                                    |
| 2  | 風は海から                              | FM横浜 | 1986年、毎週木曜19:00 - 19:30                    |
| 3  | ビヒダス・レディオ・ハイスクール        | fm osaka | 1986 - 1990年、毎週月～金曜6:40 - 6:55           |
| 4  | TAKAKO CLUB 〜気ままな日曜日            | JFN系列 | 1988 - 1990年、毎週日曜7:00 - 8:00               |
| 5  | 岡村孝子 Sunday Picnic                  | TOKYO FM系列 | 1991 - 1993年、毎週日曜13:00 - 13:55             |
| 6  | 岡村孝子 T's Kitchen                    | TOKYO FM系列 | 1993 - 1994年、毎週日曜22:00 - 22:55             |
| 7  | 岡村孝子 パレ・パラ・パーティー         | TOKYO FM系列 | 1994 - 1995年、毎週日曜21:00 - 21:55             |
| 8  | 岡村孝子 Style Garden                   | NACK5 | 2004年4月 - 2006年9月、毎週日曜8:00 - 8:30       |
| 9  | 岡村孝子 スマイル・フォー・ユー         | 綜合放送制作 山形放送 信越放送 静岡放送 岐阜放送 山陰放送 南日本放送 | 2006年9月 - 2007年3月                            |
| 10 | 岡村孝子インターネットラジオ T's GARDEN | 岡村孝子オフィシャルサイト | 2009年5月11日 - 不定期更新                       |
| 11 | 岡村孝子 あの頃ミュージック             | 新潟放送(放送終了) 山梨放送 信越放送 静岡放送 西日本放送 山口放送 長崎放送(放送終了) 大分放送(放送終了) 四国放送 IBC岩手放送(放送終了) 東北放送(放送終了) 山陽放送 山陰放送(放送終了) 北海道放送 福井放送 熊本放送(放送終了) ラジオ大阪 茨城放送 北陸放送(放送終了) | 2015年9月 - 2019年4月29日 - 5月5日（療養のため） |
| 12 | 岡村孝子 ソロソロいきます               | 信越放送 秋田放送 山陽放送 山口放送 高知放送 福井放送 中国放送 北海道放送 山形放送 ラジオ大阪 静岡放送 山梨放送 | 2020年12月18日 - 2021年1月2日 年末年始番組       |
| 13 | 岡村孝子あの頃ミュージック 療養後再開   | 山口放送 ラジオ福島 岐阜放送 秋田放送 和歌山放送 信越放送 長崎放送(-2021.9.21終了) 西日本放送 青森放送(2021.10.1-開始) 山形放送(2021.12.30-開始) 四国放送 高知放送 栃木放送 福井放送 山陽放送 静岡放送 東北放送(2021.7.5-7.26終了)                                  | 2021年3月29日 - 再開                             |

## テレビ
- 「夢・音楽館」岡村孝子 & さだまさし　スタジオセッション & トーク（NHK総合、2005年1月13日放映）
さだの「案山子」をスタジオセッション。ほか「春色のメロディー」「夢をあきらめないで」のライブも。このときの共演がきっかけで、翌年、岡村の「銀色の少女」で、彼女の曲とさだの作詞というコラボレーションが実現した。
- 「岡村孝子ライブ 〜Sanctuary〜」（NHKBS2、2005年6月12日）
同名のコンサートツアー最終日（2005年5月28日）、渋谷公会堂でのステージを収録した。岡村と加藤晴子のインタビューも挿入される。このライブ番組は反響が大きく、番組の再放送も行われた。この映像を元に、ライブDVD「ENCORE VI」が制作された。
- 「東海北陸フレッシュ便　さらさらサラダ」（NHK名古屋放送局、2016年9月13日放映）
岡村にとって初めてのテレビ公開生放送。

## CM
- アフラック生命保険「生きるためのがん保険・櫻井翔の取材ノート “岡村さん”」『新しい夢篇』『支えてくれるもの篇』『ほっとしました篇』（2022年1月 - ） - 櫻井翔と共演

## 著書
|   | タイトル                                        | 出版社       | 発売日     | ISBN               | 備考                                                                         |
| - | ----------------------------------------------- | ------------ | ---------- | ------------------ | ---------------------------------------------------------------------------- |
| 1 | 「昨日よりも、今日よりも -4001の小さな幸わせ-」 | 飛鳥新社     | 1992年3月  | ISBN 4-870311-08-9 | バーバラ・アン・キッパー著 「14,000 things to be happy about」を日本語に翻訳 |
| 2 | 「夢見る頃を過ぎても」                          | TOKYO FM出版 | 1993年12月 | ISBN 4-924880-23-X | インタビュー（聞き書き）をまとめた本                                         |
| 3 | 「HAPPYをさがして」                             | 産経新聞出版 | 2005年8月  | ISBN 4-902970-13-9 |                                                                              |

- 「HAPPYをさがして」は、2004年4月から1年間、産経新聞大阪版夕刊に連載していたエッセイを単行本化したもの。家族への想いや創作活動への意欲を、内田新哉の挿絵とともに言葉で綴った。

## 特集
- 「月刊カドカワ 12月号」総力特集『岡村孝子 〜虹を追いかけて〜』（1990年12月刊、角川書店）
- 「月刊カドカワ 9月号」総力特集『岡村孝子 〜第二楽章〜』（1993年9月刊、角川書店）

## 雑誌
1990年
- FMステーション 12月10日号 No.26 東北版（クリスマススペシャルインタビュー、ダイヤモンド社、雑誌21892-12/10）

1991年
- FMステーション 7月22日号 No.16 関東版（スーパーインタビュー、ダイヤモンド社、雑誌21804-7/22）

1992年
- FMステーション 6月22日号 No.14 関東版（スーパーインタビュー、ダイヤモンド社、雑誌21804-6/22）

1993年
- FMステーション 8月2日号 No.17 関東版（スーパーインタビュー、ダイヤモンド社、雑誌21801-8/2）

1994年
- FMステーション 2月28日号 No.6 関東版（スーパーインタビュー、ダイヤモンド社、雑誌21804-2/28）
- FMステーション 9月12日号 No.20 EAST（スーパーインタビュー、ダイヤモンド社出版研究所、雑誌21802-9/12）

1996年
- FMステーション 3月20日号 No.6 全国版（スーパーインタビュー、シティ出版、雑誌21803-3/20）

2000年
- MINE 12月号 No.209（私、ただいま自分史書きかえ中91、講談社、雑誌01331-12）

2002年
- 女性自身 7月2日号（初めて語ったあみん"沈黙の20年"、光文社、雑誌20301-7/2）

2005年
- 月刊ウォーキングマガジン 5月号（インタビュー「歩く幸福」、講談社、雑誌01875-5）
- 日経ウーマン 2005年5月号 通巻243号（CULTURE@RANDOM、日経ホーム出版、雑誌17103-05）

2006年
- WHAT's IN? No.224（音故知新〜名曲ができるまで〜24、ソニー・マガジンズ、雑誌19855-02）
- Bagel 6月号（Bagel Cafe、学習研究社、雑誌17785-06）